# Alexandria Stadium
Das Alexandria Stadium (arabisch إستاد الإسكندرية) ist ein Fußballstadion mit Leichtathletikanlage in der zweitgrößten ägyptischen Stadt Alexandria. Die Fußballvereine Al-Ittihad Al-Sakndary, der Smouha SC und El-Olympi tragen hier ihre Heimspiele aus. Es bietet momentan 20.000 Plätzen für die Besucher. Die Anlage befindet sich rund drei Kilometer vom Flughafen Alexandria und fünf Kilometer vom Stadtzentrum entfernt.

## Geschichte
Das 1929 errichtete Stadion gilt als die älteste noch existierende Spielstätte des Landes und ganz Afrikas. Es wird als Heimat des Fußballs bezeichnet. Noch vor der Errichtung fand auf dem Gelände das erste Fußballspiel auf ägyptischem Boden statt. Das Alexandria Stadium ist ein sehr weitläufiges Stadionrund. So ist die Laufbahn der Leichtathletikanlage vor der Tribüne im Norden so weit verlängert, dass sie weit aus dem Stadion herausführt. Besonders weit vom Spielgeschehen auf dem Rasen sind die Besucher in den Kurven entfernt. Der nördliche Besucherrang besteht aus mehreren kleinen, überdachten Tribünen. Das Alexandria Stadium war schon mehrmals Austragungsort von größeren Turnieren. Seit 1974 fand der Afrika-Cup drei Mai (1974, 1986, 2006) in Ägypten statt und bei den Turnier wurde das Alexandria Stadium als Spielort genutzt. Für das Turnier 2019 wurde die Anlage wieder als Austragungsort ausgewählt und zusammen mit dem Trainingsgelände renoviert. So wurden u. a. die Eingänge umgebaut und erweitert, die Umkleidekabinen modernisiert und ein Eisbad zur Regeneration sowie ein Whirlpool nach Vorgabe des Verbandes CAF eingebaut. Schon 1951 war es Hauptveranstaltungsstätte der 1. Mittelmeerspiele, wie z. B. der Leichtathletikwettbewerbe und als Spielort des Fußballturniers. Darüber hinaus fanden Begegnungen der U-17-Fußball-Weltmeisterschaft 1997 und der U-20-Fußball-Weltmeisterschaft 2009 im Alexandria Stadium statt.

## Wichtige Fußballspiele

### Mittelmeerspiele 1951
- 14. Oktober 1951:  Griechenland –  Syrien 4:0
- 16. Oktober 1951:  Ägypten –  Syrien 8:0
- 18. Oktober 1951:  Ägypten –  Griechenland 0:2

### Afrika-Cup 1974
- 3. März 1974, Gruppe B:  Volksrepublik Kongo –  Mauritius 2:0
- 5. März 1974, Gruppe B:  Volksrepublik Kongo –  Zaïre 2:1
- 7. März 1974, Gruppe B:  Volksrepublik Kongo –  Guinea 2:1
- 9. März 1974, Halbfinale:   Volksrepublik Kongo –  Sambia 2:4 n. V.

### Afrika-Cup 1986
- 8. März 1986, Gruppe B:  Algerien –  Marokko 0:0
- 8. März 1986, Gruppe B:  Kamerun –  Sambia 3:2
- 11. März 1986, Gruppe B:  Algerien –  Sambia 0:0
- 11. März 1986, Gruppe B:  Kamerun –  Marokko 1:1
- 14. März 1986, Gruppe B:  Marokko –  Sambia 1:0
- 14. März 1986, Gruppe B:  Kamerun –  Algerien 3:2
- 17. März 1986, Halbfinale:  Kamerun –  Elfenbeinküste 1:0

### U-17-Fußball-Weltmeisterschaft 1997
- 6. September 1997, Gruppe C:  Oman –  Vereinigte Staaten 4:0
- 6. September 1997, Gruppe C:  Österreich –  Brasilien 0:7
- 8. September 1997, Gruppe C:  Oman –  Österreich 3:1
- 8. September 1997, Gruppe C:  Vereinigte Staaten –  Brasilien 0:3
- 10. September 1997, Gruppe D:  Ghana –  Costa Rica 2:0
- 11. September 1997, Gruppe C:  Oman –  Brasilien 1:3
- 14. September 1997, Viertelfinale:  Brasilien –  Argentinien 2:0

### Afrika-Cup 2006
- 22. Januar 2006, Gruppe C:  Tunesien –  Sambia 4:1
- 22. Januar 2006, Gruppe C:  Südafrika –  Guinea 0:2
- 26. Januar 2006, Gruppe C:  Sambia –  Guinea 1:2
- 26. Januar 2006, Gruppe C:  Tunesien –  Südafrika 2:0
- 30. Januar 2006, Gruppe C:  Tunesien –  Guinea 0:3
- 30. Januar 2006, Gruppe C:  Sambia –  Südafrika 1:0
- 3. Februar 2006, Viertelfinale:  Ägypten –  Demokratische Republik Kongo 4:1
- 7. Februar 2006, Halbfinale:  Ägypten –  Senegal 2:1

### U-20-Fußball-Weltmeisterschaft 2009
- 27. September 2009, Gruppe F:  Vereinigte Arabische Emirate –  Südafrika 2:2
- 27. September 2009, Gruppe F:  Honduras –  Ungarn 3:0
- 30. September 2009, Gruppe F:  Ungarn –  Südafrika 4:0
- 30. September 2009, Gruppe F:  Vereinigte Arabische Emirate –  Honduras 1:0
- 3. Oktober 2009, Gruppe F:  Ungarn –  Vereinigte Arabische Emirate 2:0
- 3. Oktober 2009, Gruppe F:  Südafrika –  Honduras 2:0
- 3. Oktober 2009, Gruppe E:  Costa Rica –  Tschechien 2:3
- 6. Oktober 2009, Achtelfinale:  Ungarn –  Tschechien 2:2 n. V., 4:3 i. E.

### Afrika-Cup 2019
- 22. Juni 2019, Gruppe B:  Nigeria –  Burundi 1:0
- 22. Juni 2019, Gruppe B:  Guinea –  Madagaskar 2:2
- 26. Juni 2019, Gruppe B:  Nigeria –  Guinea 1:0
- 27. Juni 2019, Gruppe B:  Madagaskar –  Burundi 1:0
- 30. Juni 2019, Gruppe B:  Madagaskar –  Nigeria 2:0
- 6. Juli 2019, Achtelfinale:  Nigeria –  Kamerun 3:2

## Galerie

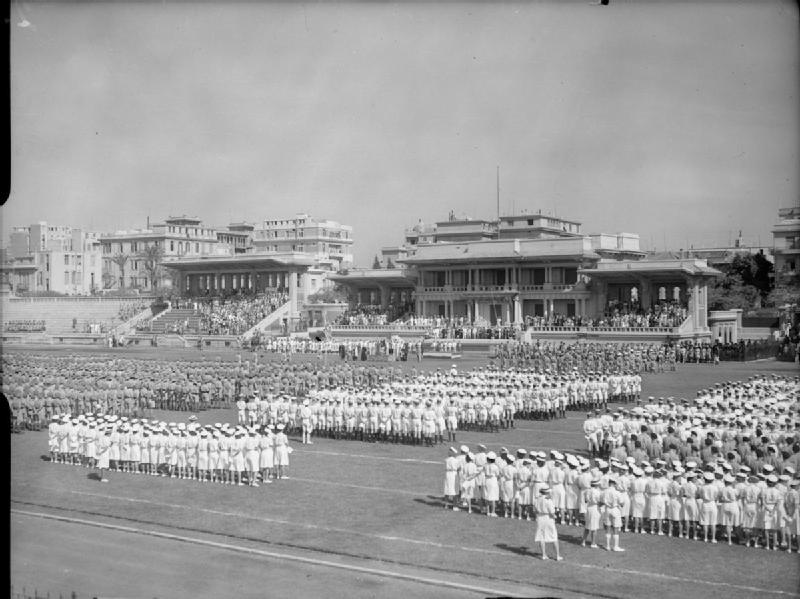
Die Royal Navy während des Zweiten Weltkrieges bei einem Erntedankgottesdienst im Alexandria Stadium
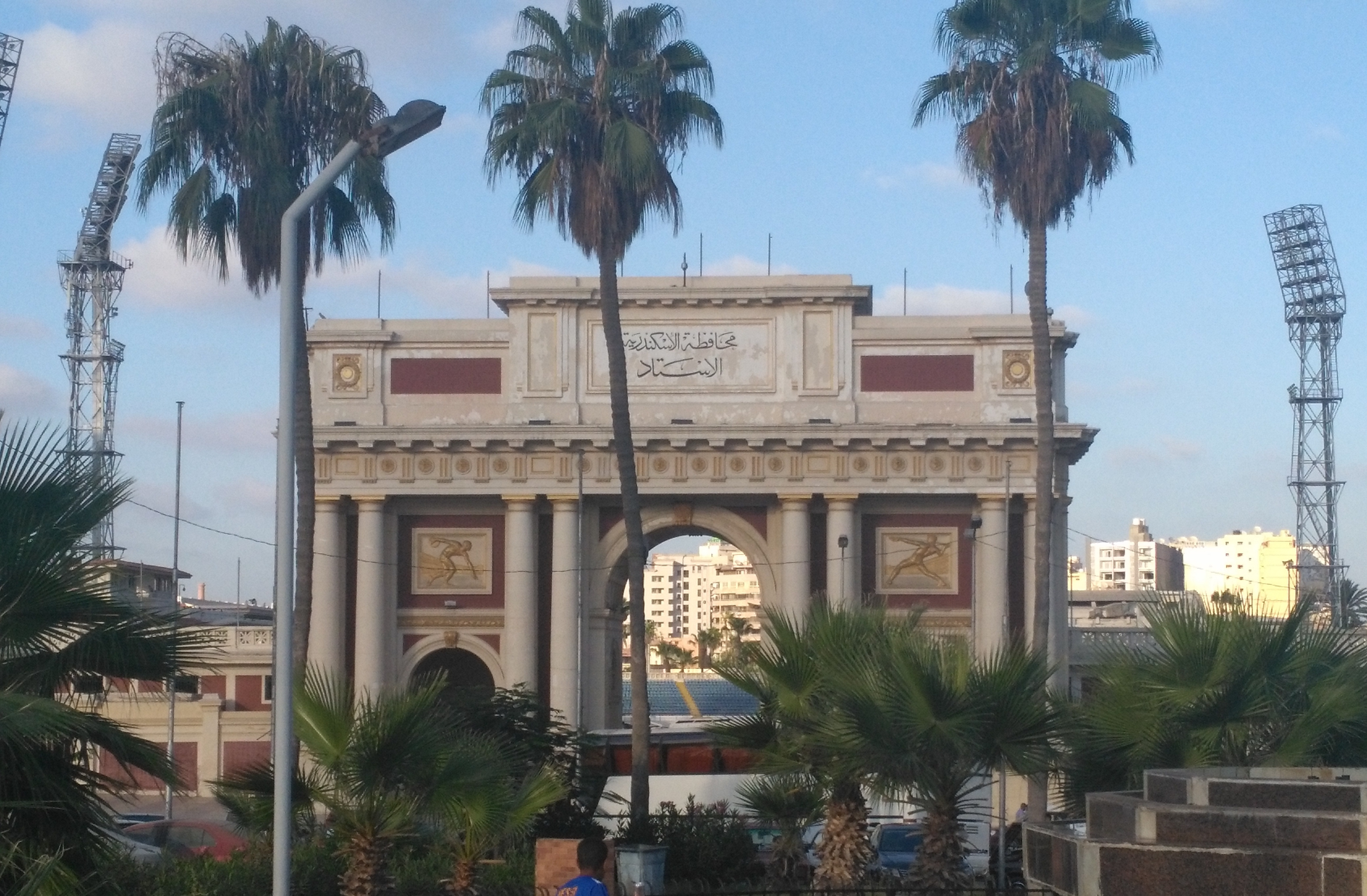
Das Eingangsportal des Stadions (August 2016)